# Егмонт (планина)
Егмонт или Таранаки (на английски: Taranaki/Egmont) е вулканична планина на Северния остров на Нова Зеландия.
Планината се издига като мираж сред тучни пасища, забулена в мъгла. В ясни дни великанската ѝ снага се вижда отдалече. Тропическата гора в ниските склонове на планината контрастира с високите заснежени върхове (2494 м).
Преданието на маорите разказва за любовна история, предизвикала появата на Егмонт (Таранаки) на това място на нос Егмонт. В древни времена Таранаки от центъра на Северния остров воювал с друга мъжка планина - Тонгариро, за да спечели любовта на женската планина Пиханга. Таранаки бил победен и отстъпил на югозапад, като междувременно издълбал по пътя си зрелищната клисура на река Уангануи.
Склоновете на планината са с вулканичен произход. Той изригнал за първи път преди 70 000 години, след като вулканите Поуакаи и Кайтаке на северозапад угаснали. Оттогава Егмонт е активен и периодично запраща каменно-кални потоци (лахари) надолу по склоновете. Най-силното изригване е през 1500 г. Последната му силна дейност е наблюдавана през 1665 г., а през 1775 г.следва по-слаба активност. Самият вулкан е заспал, а не угаснал, затова всеки момент Таранаки може да се събуди.